# Волков, Василий Фёдорович
Васи́лий Фёдорович Волков (1743, Тверь — (1824,?). Купец 1-й гильдии. Занимался торговлей хлебом и другим продовольствием, доставляя свой товар водным путем в Санкт-петербургский и другие порты. Владел несколькими каменными домами.

## Биография
В структурах городского самоуправления Твери занимал должности:
1779—1782 гг. — первый гласный в городской думе;
1782—1785 гг. — первый бургомистр в тверском городском магистрате;
1782—1791 гг.- гражданский заседатель в словесном суде.
В 1791 г. был избран на должность городского главы, которую и занимал с 1791 по 18 января 1794 гг.
После этого занимал должности:
1794—1800 и 1803—1806 гг. — первый гласный в городской думе;
1806—1809 — гласный в городской думе;
1809—1811 — служил в палате уголовного суда.
В 1811 г. по распоряжению генерал-губернатора принца Георга Ольденбургского назначен председателем в судоходной расправе.